# Haeterius schwarzi
Haeterius schwarzi är en skalbaggsart som beskrevs av Mann 1924. Haeterius schwarzi ingår i släktet Haeterius och familjen stumpbaggar. Inga underarter finns listade i Catalogue of Life.